# Halowe Mistrzostwa Świata w Lekkoatletyce 2006 – bieg na 60 m mężczyzn
Bieg na 60 m mężczyzn – jedna z konkurencji rozgrywanych podczas halowych mistrzostw świata w lekkoatletyce w 2006. Eliminacje, półfinały oraz finał odbyły się 10 marca.
Do eliminacji zgłoszonych zostało 55 zawodników z 46 państw.
Zawody w tej konkurencji wygrał reprezentant Stanów Zjednoczonych Leonard Scott. Drugą pozycję zajął zawodnik z Rosji Andriej Jepiszyn, trzecią zaś reprezentujący kraj triumfatora Terrence Trammell.

## Wyniki

### Eliminacje
Źródło: 
Bieg 1
| Miejsce | Zawodnik                 | Państwo        | Wynik | Uwagi |
| ------- | ------------------------ | -------------- | ----- | ----- |
| 1.      | Anatolij Dowhal          | Ukraina        | 6,63  | SB    |
| 2.      | Lerone Clarke            | Jamajka        | 6,71  |       |
| 3.      | Vicente de Lima          | Brazylia       | 6,73  |       |
| 4.      | Daniel Persson           | Szwecja        | 6,75  |       |
| 5.      | Aleksandr Wołkow         | Rosja          | 6,79  |       |
| 6.      | Wahagn Jawachjan         | Armenia        | 7,03  |       |
| 7.      | Ronald Parker            | Turks i Caicos | 7,28  | PB    |
| 8.      | Chaleunsouk Ao Udomphanh | Laos           | 7,34  | PB    |

Bieg 2
| Miejsce | Zawodnik            | Państwo           | Wynik | Uwagi |
| ------- | ------------------- | ----------------- | ----- | ----- |
| 1.      | Kostiantyn Wasiukow | Ukraina           | 6,66  |       |
| 2.      | Leonard Scott       | Stany Zjednoczone | 6,67  |       |
| 3.      | Henry Vizcaíno      | Kuba              | 6,69  | PB    |
| 4.      | Kael Becerra        | Chile             | 6,70  | NR    |
| 5.      | Eric Nkansah        | Ghana             | 6,71  |       |
| 6.      | Tang Yik Chun       | Hongkong          | 6,89  | PB    |
| –       | Souhalia Alamou     | Benin             | DNS   |       |

Bieg 3
| Miejsce | Zawodnik             | Państwo         | Wynik | Uwagi |
| ------- | -------------------- | --------------- | ----- | ----- |
| 1.      | Olusoji Fasuba       | Nigeria         | 6,61  |       |
| 2.      | Oudéré Kankarafou    | Francja         | 6,70  | PB    |
| 3.      | Tim Abeyie           | Wielka Brytania | 6,81  |       |
| 4.      | Maksim Łynsza        | Białoruś        | 6,85  |       |
| 5.      | Wachara Sondee       | Tajlandia       | 6,88  |       |
| 6.      | Liang Tse-Ching      | Chińskie Tajpej | 6,93  | PB    |
| 7.      | I Made Budiasa       | Indonezja       | 7,08  | PB    |
| 8.      | Fawy Rawi Erzalmaniq | Singapur        | 7,09  |       |

Bieg 4
| Miejsce | Zawodnik              | Państwo           | Wynik | Uwagi |
| ------- | --------------------- | ----------------- | ----- | ----- |
| 1.      | Ronald Pognon         | Francja           | 6,67  |       |
| 2.      | Martin Lachkovics     | Austria           | 6,71  |       |
| 3.      | Mark Findlay          | Wielka Brytania   | 6,74  |       |
| 4.      | Daniel Abenzoar-Foulé | Luksemburg        | 6,76  | NR    |
| 5.      | Andreas Baumann       | Szwajcaria        | 6,77  |       |
| 6.      | Niconnor Alexander    | Trynidad i Tobago | 6,78  | SB    |
| 7.      | Tyrone Omar           | Mariany Północne  | 7,17  | NR    |
| 8.      | Rikko Thoma           | Nauru             | 7,34  | PB    |

Bieg 5
| Miejsce | Zawodnik            | Państwo                  | Wynik | Uwagi |
| ------- | ------------------- | ------------------------ | ----- | ----- |
| 1.      | Andriej Jepiszyn    | Rosja                    | 6,63  |       |
| 2.      | Matic Osovnikar     | Słowenia                 | 6,67  |       |
| 3.      | Éric Pacôme N'Dri   | Wybrzeże Kości Słoniowej | 6,74  |       |
| 4.      | Raphael de Oliveira | Brazylia                 | 6,88  |       |
| 5.      | Ricardo Williams    | Jamajka                  | 6,91  |       |
| 6.      | Mohamad Tamim       | Liban                    | 7,03  |       |
| 7.      | Francis Manioru     | Wyspy Salomona           | 7,07  | NR    |
| 8.      | Ali Shareef         | Malediwy                 | 7,33  | NR    |

Bieg 6
| Miejsce | Zawodnik          | Państwo                   | Wynik | Uwagi |
| ------- | ----------------- | ------------------------- | ----- | ----- |
| 1.      | Terrence Trammell | Stany Zjednoczone         | 6,60  |       |
| 2.      | Francesco Scuderi | Włochy                    | 6,70  |       |
| 3.      | Nghi Tran         | Finlandia                 | 6,70  | PB    |
| 4.      | Dariusz Kuć       | Polska                    | 6,70  |       |
| 5.      | Marko Bratož      | Słowenia                  | 6,70  |       |
| 6.      | Rolando Palacios  | Honduras                  | 6,80  | NR    |
| 7.      | Casnel Bushay     | Saint Vincent i Grenadyny | 6,84  | PB    |
| 8.      | Pierre de Windt   | Aruba                     | 7,26  | PB    |

Bieg 7
| Miejsce | Zawodnik              | Państwo    | Wynik | Uwagi |
| ------- | --------------------- | ---------- | ----- | ----- |
| 1.      | Gábor Dobos           | Węgry      | 6,73  |       |
| 2.      | Wen Yongyi            | Chiny      | 6,73  |       |
| 3.      | Iván Mocholí          | Hiszpania  | 6,77  |       |
| 4.      | Deji Aliu             | Nigeria    | 6,78  | SB    |
| 5.      | Prodromos Katsandonis | Cypr       | 6,79  |       |
| 6.      | Wiaczesław Murawjew   | Kazachstan | 6,80  |       |
| 7.      | Khalil Al- Hanahneh   | Jordania   | 7,06  |       |
| 8.      | Mervin Loizeau        | Seszele    | 7,22  | PB    |

### Półfinały
Źródło: 
Bieg 1
| Miejsce | Zawodnik          | Państwo         | Wynik | Uwagi |
| ------- | ----------------- | --------------- | ----- | ----- |
| 1.      | Andriej Jepiszyn  | Rosja           | 6,59  | SB    |
| 2.      | Matic Osovnikar   | Słowenia        | 6,62  | SB    |
| 3.      | Henry Vizcaíno    | Kuba            | 6,63  | PB    |
| 4.      | Kael Becerra      | Chile           | 6,70  | NR    |
| 5.      | Anatolij Dowhal   | Ukraina         | 6,75  |       |
| 6.      | Oudéré Kankarafou | Francja         | 6,78  |       |
| 7.      | Nghi Tran         | Finlandia       | 6,79  |       |
| 8.      | Tim Abeyle        | Wielka Brytania | 6,81  |       |

Bieg 2
| Miejsce | Zawodnik          | Państwo                  | Wynik | Uwagi |
| ------- | ----------------- | ------------------------ | ----- | ----- |
| 1.      | Terrence Trammell | Stany Zjednoczone        | 6,58  |       |
| 2.      | Ronald Pognon     | Francja                  | 6,63  |       |
| 3.      | Lerone Clarke     | Jamajka                  | 6,66  | PB    |
| 4.      | Éric Pacôme N'Dri | Wybrzeże Kości Słoniowej | 6,70  | PB    |
| 5.      | Martin Lachkovics | Austria                  | 6,71  |       |
| 6.      | Mark Findlay      | Wielka Brytania          | 6,72  |       |
| 7.      | Marko Bratož      | Słowenia                 | 6,73  |       |
| 8.      | Gábor Dobos       | Węgry                    | 6,75  |       |

Bieg 3
| Miejsce | Zawodnik            | Państwo           | Wynik | Uwagi |
| ------- | ------------------- | ----------------- | ----- | ----- |
| 1.      | Leonard Scott       | Stany Zjednoczone | 6,50  | WL    |
| 2.      | Olusoji Fasuba      | Nigeria           | 6,55  | SB    |
| 3.      | Vicente de Lima     | Brazylia          | 6,60  | AR    |
| 4.      | Kostiantyn Wasiukow | Ukraina           | 6,63  | SB    |
| 5.      | Dariusz Kuć         | Polska            | 6,64  | PB    |
| 6.      | Francesco Scuderi   | Włochy            | 6,69  | SB    |
| 7.      | Wen Yongyi          | Chiny             | 6,70  |       |
| 8.      | Iván Mocholí        | Hiszpania         | 6,75  |       |

### Finał
Źródło: 
| Miejsce | Zawodnik          | Państwo           | Wynik | Uwagi |
| ------- | ----------------- | ----------------- | ----- | ----- |
| 01 !    | Leonard Scott     | Stany Zjednoczone | 6,50  | =     |
| 02 !    | Andriej Jepiszyn  | Rosja             | 6,52  | NR    |
| 03 !    | Terrence Trammell | Stany Zjednoczone | 6,54  |       |
| 4.      | Matic Osovnikar   | Słowenia          | 6,58  | NR    |
| 5.      | Olusoji Fasuba    | Nigeria           | 6,58  |       |
| 6.      | Ronald Pognon     | Francja           | 6,61  | SB    |
| 7.      | Vicente de Lima   | Brazylia          | 6,62  |       |
| 8.      | Henry Vizcaíno    | Kuba              | 6,84  |       |